# Komorový dávkovač
Komorový dávkovač je čerpací systém pro dopravu abrazivních suspenzí (suspenze – směs kapaliny a pevné látky).
Klasické způsoby čerpání abrazivních suspenzí pomocí bagrovacích nebo membránových čerpadel mají dvě podstatné nevýhody. Je to nízká životnost hydraulických částí čerpadel, které jsou v kontaktu se suspenzí a rovněž velmi obtížné dosažení tlaků nad 10 MPa. V případě komorového dávkovače, oproti konvenčním způsobům čerpání suspenzí, pracuje hlavní dopravní čerpadlo s čistou kapalinou. Hlavní částí je komora, ve které dochází k předání tlakové energie z čisté kapaliny na suspenzi. K oddělení kapaliny od suspenze se používá buď plovoucí píst nebo plovák. Plovoucí píst má na svém obvodu těsnicí kruhy a zcela odděluje obě média. Používá se především pro husté suspenze. Jeho nevýhodou je, že vyžaduje přesně obrobený vnitřní povrch komory. Pro řídké suspenze se používá plovák, který netěsní vůči stěnám komory, ale plave na rozhraní různě hustých médií. Toto řešení lze použít tam, kde nevadí nepatrné míchaní čisté kapaliny a suspenze. Použití plováku nevyžaduje nákladné opracování vnitřního povrchu komor.
Každá komora musí být vybavena nejméně čtyřmi armaturami: dvě pro přívod a odvod čisté kapaliny a dvě pro přívod a odvod suspenze. Dále musí být čerpací systém vybaven zásobní nádrží na čistou kapalinu, zásobní nádrží na suspenzi, plnicím bagrovacím čerpadlem a hlavním pracovním čerpadlem. Pracovní cyklus komory má dvě fáze. V první fázi se komora pod nízkým tlakem plní suspenzí bagrovacím čerpadlem (současně je čistá kapalina z komory vytlačována do zásobní nádrže). Po přestavení odpovídajících armatur následuje druhá fáze, kdy hlavní pracovní čerpadlo čerpá čistou kapalinu do komory a tím vytlačuje suspenzi do výtlačného potrubí, resp. navazující technologie.
Při použití jedné komory je průtok suspenze přerušovaný jak při plnění, tak při vytlačování z komory. V praxi se používají dvě nebo tři komory zapojené paralelně. V případě tří komor lze dosáhnout jak plynulé plnění komor, tak plynulé vytlačování suspenze.
Komorový dávkovač lze použít všude tam, kde je potřeba dopravovat abrazivní suspenze při vysokých tlacích. V chemickém průmyslu je to například výroba Al2O3 z bauxitu nebo v energetice doprava odpadů po spalování uhlí na složiště.